# 닥터 후의 에피소드 목록 (2005년~현재)
다음은 영국 BBC의 드라마인 《닥터 후》의 에피소드 목록으로, 2005년부터 현재가지 이어지는 시즌의 에피소드 목록이다.

## 용어
영국에서는 1963년부터 1989년까지의 방영분을 '클래식 시즌' (Classical Seasons)으로 부르며, 방송의 단위는 '시즌' (Season)과 '시리얼' (Serial)을 사용한다. 이와 구분하기 위해 2005년부터의 방영분은 부활 시리즈 (Revived Series)라고 부르며, 방송 단위는 시리즈 (Series)와 에피소드 (Episode)를 사용한다.
반면 대한민국에서는 1970년대 말에 일부 에피소드가 방영된 것을 제외하면 클래식 시즌의 방영이 이뤄지지 못했으며, 2005년부터 부활 시리즈가 본격적으로 방영되고 알려지기 시작하였다. 클래식 시즌은 '올드 시즌'으로, 부활 시리즈는 뉴 시즌으로 부르며, 방송 단위는 시즌으로 칭하고 있는데, 이는 더빙판을 방영한 KBS와 자막판을 제공하는 여러 OTT 서비스에서 채택하는 구분법이다. '에피소드'의 경우 '화 (話)'로 대체하기도 한다.
여기서는 영국 기준을 따르되, 이해를 돕기 위해 한국 방영정보를 병기하였다.

## 시리즈 목록
| 시즌 / 시리즈 | 닥터      | 시리얼 수 | 에피소드 수 | 첫 방영일 (영국) | 마지막 방영일 (영국) | 평균 시청자 수 (백만 명) |
| ------------- | --------- | --------- | ----------- | ---------------- | -------------------- | ------------------------ |
| 시리즈 1      | 9대 닥터  | 10        | 13          | 2005년 3월 26일  | 2005년 6월 18일      | 731                      |
| 시리즈 2      | 10대 닥터 | 10        | 13          | 2006년 4월 15일  | 2006년 7월 8일       | 764                      |
| 시리즈 3      | 10대 닥터 | 9         | 13          | 2007년 3월 31일  | 2007년 6월 30일      | 754                      |
| 시리즈 4      | 10대 닥터 | 10        | 13          | 2008년 4월 5일   | 2008년 7월 5일       | 804                      |
| 스페셜        | 10대 닥터 | 4         | 5           | 2008년 12월 25일 | 2010년 1월 1일       | 1150                     |
| 시리즈 5      | 11대 닥터 | 10        | 13          | 2010년 4월 3일   | 2010년 6월 26일      | 773                      |
| 시리즈 6      | 11대 닥터 | 11        | 13          | 2011년 4월 23일  | 2011년 10월 1일      | 751                      |
| 시리즈 7      | 11대 닥터 | 13        | 13          | 2012년 9월 1일   | 2013년 5월 18일      | 744                      |
| 50주년 스페셜 | 11대 닥터 | 2         | 2           | 2013년 11월 23일 | 2013년 12월 25일     | 1197                     |
| 시리즈 8      | 12대 닥터 | 11        | 12          | 2014년 8월 23일  | 2014년 11월 8일      | 726                      |
| 시리즈 9      | 12대 닥터 | 9         | 12          | 2015년 9월 19일  | 2015년 12월 5일      | 604                      |
| 시리즈 10     | 12대 닥터 | 11        | 12          | 2017년 4월 15일  | 2017년 7월 1일       | 545                      |
| 시리즈 11     | 13대 닥터 | 11        | 11          | 2018년 10월 7일  | 2019년 1월 1일       | 796                      |
| 시리즈 12     | 13대 닥터 | 11        | 9           | 2020년 1월 1일   | 2021년 1월 1일       | 540                      |
| 시리즈 13     | 13대 닥터 | 6         | 1           | 2021년 10월 31일 | 2021년 12월 5일      | 495                      |
| 2022 스페셜   | 13대 닥터 | 3         | 3           | 2022년 1월 1일   | 2022년 10월 23일     | 439                      |
| 60주년 스페셜 | 14대 닥터 | 3         | 3           | 2023년 11월 25일 | 2023년 12월 9일      | -                        |
| 시리즈 14     | 15대 닥터 | (미정)    | 9           | 2024년           | 2024년               | -                        |

## 9대 닥터
2005년에 새로 시작된 닥터 후는 BBC 웨일스에서 제작을 맡고 러셀 T. 데이비스가 각본을 맡았다. 16:9 SD 화질에, 45분짜리 에피소드로 제작되었다. 새 시리즈의 첫 번째 닥터이기도 한 9대 닥터 역의 크리스토퍼 에클스턴은 한 시즌 13개의 에피소드에 등장하였다. 그는 데이비스에게 닥터 역을 맡고 싶다고 직접 간청하기도 했다. 그럼에도 불구하고 이미지 고착화를 우려한 나머지 애클스턴은 한 시리즈만에 닥터 역을 데이비드 테넌트에게 넘겨준 뒤 이후 닥터 후 출연을 하지 않기로 결정했다.

### 시리즈 1
- 컴패니언 : 로즈 타일러 (빌리 파이퍼)

시리즈 1은 시즌 '배드 울프'에 대한 미스터리를 풀어나가는 데 초점을 맞추고 있다. 8대 닥터와 9대 닥터 사이의 사건인 '시간전쟁' 이 처음으로 언급된 시리즈이기도 했다. 닥터 후 스핀오프인 토치우드의 주인공인 캡틴 잭 하크니스 (존 배로먼) 가 9화부터 13화까지 함께 동행자를 맡았다.

#### 정규 시리즈 (2005)
| No    | 제목                                                              | 제작 코드 | 연작  | 방송일자 (영국)       | 방송일자 (더빙)       |
| ----- | ----------------------------------------------------------------- | --------- | ----- | --------------------- | --------------------- |
| 1     | Rose [로즈와의 만남]                                              | 1.1       | 1부작 | 2005.3.26.            | 2005.6.5.             |
| 2     | The End of the World [첫 번째 시간여행]                           | 1.2       | 1부작 | 2005.4.2.             | 2005.6.5.             |
| 3     | The Unquiet Dead [잠들지 않는 시체]                               | 1.3       | 1부작 | 2005.4.9.             | 2005.6.12.            |
| 4 5   | Aliens of London [런던의 외계인] World War Three [제3차 세계대전] | 1.4 1.5   | 2부작 | 2005.4.16. 2005.4.23. | 2005.6.12. 2005.6.19. |
| 6     | Dalek [우주악당, 달렉]                                            | 1.6       | 1부작 | 2005.4.30.            | 2005.6.19.            |
| 7     | The Long Game [기나긴 게임]                                       | 1.7       | 1부작 | 2005.5.7.             | 2005.6.26.            |
| 8     | Father's Day [아버지의 날]                                        | 1.8       | 1부작 | 2005.5.14.            | 2005.6.26.            |
| 9 10  | The Empty Child [공허의 아이들] The Doctor Dances [닥터, 춤추다]  | 1.9 1.10  | 2부작 | 2005.5.21. 2005.5.28. | 2005.7.3.             |
| 11    | Boom Town [위기의 도시]                                           | 1.11      | 1부작 | 2005.6.4.             | 2005.7.10.            |
| 12 13 | Bad Wolf [게임의 끝] The Parting of the Ways [이별]               | 1.12 1.13 | 2부작 | 2005.6.11. 2005.6.18. | 2005.7.10 2005.7.17.  |

## 10대 닥터
시리즈 1이 방영되기 전부터 이미 10대 닥터로 캐스팅되어 있었던 데이비드 테넌트는 2005년 크리스마스 스페셜부터 2010년의 2008-2010 스페셜 시리즈까지 총 6년을 닥터로서 활동하였다. 원래는 시리즈 4에서 하차하기로 예정되어 있었으나, 팬들의 열화와 같은 성원에 힘입어 2008년부터 2010년 사이의 휴방기 동안 방영된 16:9 1080i HD급 화질 ('두 명의 닥터 The Next Doctor' 제외)의 5개의 스페셜 에피소드에 추가로 출연하였다.

### 시리즈 2
- 컴패니언 : 로즈 타일러 (빌리 파이퍼)

시리즈 2는 닥터 후의 스핀오프 시리즈 '토치우드'의 배경이기도 한 '토치우드 연구소'의 비밀에 대하여 파헤친다. 각 에피소드에는 온라인 에피소드인 '타디소드 TARDISODE' 가 함께 딸려 있다. 또한 '천재들의 학교 School Reunion' 에피소드에서 올드 닥터 후에서 3대와 4대 닥터의 컴패니언이었던 사라 제인 스미스가 다시 등장한다.

#### 스페셜 (2005)
| No | 제목                                         | 제작 코드 | 연작                                       | 방송일자 (영국) | 방송일자 (더빙) |
| -- | -------------------------------------------- | --------- | ------------------------------------------ | --------------- | --------------- |
|    | Doctor Who : Children in Need ("Born Again") | CIN       | 미니 에피소드: 칠드런 인 니드 스페셜 (7분) | 2005.11.8.      | 미방영          |
| 1  | The Christmas Invasion [크리스마스 침공]     | 2.X       | 크리스마스 스페셜 (60분)                   | 2005.12.25.     | 2006.10.28.     |

#### 정규 시리즈 (2006)
| No    | 제목                                                                     | 제작 코드 | 연작  | 방송일자 (영국)       | 방송일자 (더빙)         |
| ----- | ------------------------------------------------------------------------ | --------- | ----- | --------------------- | ----------------------- |
| 1     | New Earth [새로운 지구]                                                  | 2.1       | 1부작 | 2006.4.15.            | 2006.11.4.              |
| 2     | Tooth and Claw [이빨과 발톱]                                             | 2.2       | 1부작 | 2006.4.22.            | 2006.11.11.             |
| 3     | School Reunion [천재들의 학교]                                           | 2.3       | 1부작 | 2006.4.29.            | 2006.11.18.             |
| 4     | The Girl in the Fireplace [벽난로 속의 여인]                             | 2.4       | 1부작 | 2006.5.6.             | 2006.11.25.             |
| 5 6   | Rise of the Cybermen [눈을 떠라, 사이버맨!] The Age of Steel [강철 시대] | 2.5 2.6   | 2부작 | 2006.5.13. 2006.5.20. | 2006.12.2. 2006.12.9.   |
| 7     | The Idiot's Lantern [바보상자]                                           | 2.7       | 1부작 | 2006.5.27.            | 2006.12.16.             |
| 8 9   | The Impossible Planet [블랙홀의 저주] The Satan Pit [악마라는 이름으로]  | 2.8 2.9   | 2부작 | 2006.6.3. 2006.6.10.  | 2006.12.23. 2006.12.30. |
| 10    | Love & Monsters [어느 소시민의 외계인 보고서]                            | 2.10      | 1부작 | 2006.6.17.            | 2007.1.6.               |
| 11    | Fear Her [그림 습격사건]                                                 | 2.11      | 1부작 | 2006.6.24.            | 2007.1.13.              |
| 12 13 | Army of Ghosts [유령의 두 얼굴] Doomsday [최후 심판의 날]                | 2.12 2.13 | 2부작 | 2006.7.1. 2006.7.8.   | 2007.1.20. 2007.1.27.   |

### 시리즈 3
- 컴패니언 : 마사 존스 (프리마 아저먼) (정규시즌), 도나 노블 (캐서린 테이트) (크리스마스 특집)

미스터 색슨의 진짜 정체를 밝혀가는 시리즈 3에서는 로즈를 평행세계로 보내버린 후 그 상실감을 잊기 위해 마사 존스를 새로운 동행자로 들인다. 한편 이번 시즌에서는 경제 대공황 당시 맨해튼에서 달렉의 음모를 저지하는 닥터의 모습과 더불어 닥터가 인간으로서 살아가는 모습과 마스터와 조우한 닥터의 모습을 볼 수 있다. 또한 '유토피아 Utopia' 에피소드는 닥터 후의 스핀오프 드라마 '토치우드' 시즌 1 파이널의 마지막 장면과 바로 연결된다.

#### 스페셜 (2006)
| No | 제목                                  | 제작 코드 | 연작                     | 방송일자 (영국) | 방송일자 (더빙) |
| -- | ------------------------------------- | --------- | ------------------------ | --------------- | --------------- |
| 1  | The Runaway Bride [크리스마스의 신부] | 3.X       | 크리스마스 스페셜 (60분) | 2006.12.25.     | 2007.12.16.     |

#### 정규 시리즈 (2007)
| No       | 제목                                                                                          | 제작 코드      | 연작              | 방송일자 (영국)                  | 방송일자 (더빙)                       |
| -------- | --------------------------------------------------------------------------------------------- | -------------- | ----------------- | -------------------------------- | ------------------------------------- |
| 1        | Smith and Jones [스미스씨, 마사 존스를 만나다]                                                | 3.1            | 1부작             | 2007.3.31.                       | 2007.12.16.                           |
| 2        | The Shakespeare Code [셰익스피어 코드]                                                        | 3.2            | 1부작             | 2007.4.7.                        | 2007.12.23.                           |
| 3        | Gridlock [출구 없는 고속도로]                                                                 | 3.3            | 1부작             | 2007.4.14.                       | 2007.12.23.                           |
| 4 5      | Daleks in Manhattan [맨해튼의 달렉] Evolution of the Daleks [달렉의 진화]                     | 3.4 3.5        | 2부작             | 2007.4.21. 2007.4.28.            | 2008.1.6.                             |
| 6        | The Lazarus Experiment [죽음을 거부한 남자]                                                   | 3.6            | 1부작             | 2007.5.5.                        | 2008.1.13.                            |
| 7        | 42 [42분 동안]                                                                                | 3.7            | 1부작             | 2007.5.19.                       | 2008.1.13.                            |
| 8 9      | Human Nature [너무나 인간적인] The Family of Blood [전쟁의 그림자]                            | 3.8 3.9        | 2부작             | 2007.5.26. 2007.6.2.             | 2008.1.20.                            |
| 10       | Blink [눈 감으면 죽는다]                                                                      | 3.10           | 1부작             | 2007.6.9.                        | 2008.1.27.                            |
| 11 12 13 | Utopia [유토피아] The Sound of Drums [종말의 북소리] Last of the Time Lords [타임로드의 최후] | 3.11 3.12 3.13 | 3부작 (13화 52분) | 2007.6.16. 2007.6.23. 2007.6.30. | 2008.1.27. (11화) 2008.2.3. (12,13화) |

### 시리즈 4
- 멀티닥터 : 5대 닥터 (피터 데이비슨) (CIN)
- 컴패니언 : 도나 노블 (캐서린 테이트) (정규시즌), 아스트리드 페스 (카일리 미노그) (Chrismas)

시리즈 4는 컴페니언인 도나 노블이 '닥터-도나' 로써 지니게 될 전 우주적 역할에 대해 고민해보는 시즌이다. 4화부터 5화까지 이어진 손타란 2부작과 '닥터의 딸 The Doctor's Daughter' 에서는 마사 존스가 다시 함께 컴패니언으로 동행하며, 시리즈 마지막 두 에피소드 '지구를 도난당한 날 The Stolen Earth' 과 '여행의 끝 Journey's End' 에서는 시리즈 1부터 등장했던 모든 컴패니언과 그 가족들, 그리고 스핀오프 시리즈인 '토치우드' 와 '사라 제인 어드벤처'의 주요 인물들이 총 출동한다.

#### 스페셜 (2007)
| No | 제목                                         | 제작 코드 | 연작                                       | 방송일자 (영국) | 방송일자 (더빙) |
| -- | -------------------------------------------- | --------- | ------------------------------------------ | --------------- | --------------- |
|    | Time Crash                                   | CIN2      | 미니 에피소드: 칠드런 인 니드 스페셜 (8분) | 2007.11.16.     | 미방영          |
| 1  | Voyage of the Damned [저주 받은 자들의 항해] | 4.X       | 크리스마스 스페셜 (72분)                   | 2007.12.25.     | 2008.12.28.     |

#### 정규 시리즈 (2008)
| No    | 제목                                                                          | 제작 코드 | 연작              | 방송일자 (영국)      | 방송일자 (더빙)       |
| ----- | ----------------------------------------------------------------------------- | --------- | ----------------- | -------------------- | --------------------- |
| 1     | Partners in Crime [범죄자 커플]                                               | 4.1       | 1부작 (50분)      | 2008.4.5.            | 2009.1.3.             |
| 2     | The Fires of Pompeii [폼페이와 볼케이노]                                      | 4.3       | 1부작 (50분)      | 2008.4.12.           | 2009.1.4.             |
| 3     | Planet of the Ood [우드의 행성]                                               | 4.2       | 1부작             | 2008.4.19.           | 2009.1.10.            |
| 4 5   | The Sontaran Stratagem [손타란의 계략] The Poison Sky [중독된 하늘]           | 4.4 4.5   | 2부작             | 2008.4.26. 2008.5.3. | 2009.1.11. 2009.1.17. |
| 6     | The Doctor's Daughter [닥터의 딸]                                             | 4.6       | 1부작             | 2008.5.10.           | 2009.1.18.            |
| 7     | The Unicorn and the Wasp [유니콘과 말벌]                                      | 4.7       | 1부작             | 2008.5.17.           | 2009.1.31.            |
| 8 9   | Silence in the Library [정적 속의 도서관] Forest of the Dead [죽은 자들의 숲] | 4.9 4.10  | 2부작             | 2008.5.31. 2008.6.7. | 2009.2.1. 2009.2.7.   |
| 10    | Midnight [자정]                                                               | 4.8       | 1부작             | 2008.6.14.           | 2009.2.8.             |
| 11    | Turn Left [좌회전 하라]                                                       | 4.11      | 1부작 (50분)      | 2008.6.21.           | 2009.2.14.            |
| 12 13 | The Stolen Earth [지구를 도난당한 날] Journey's End [여행의 끝]               | 4.12 4.13 | 2부작 (13화 65분) | 2008.6.28. 2008.7.5. | 2009.2.15. 2009.2.21. |

### 2008년~2010년 스페셜
- 컴페니언 : 또 다른 닥터 (데이비드 모리시) (2008 Christmas), 크리스티나 드 수자 (미셸 린) (2009 Easter), 애들레이드 브룩 (린지 덩컨) (2009 Autumn), 윌프레드 모트 (버나드 크리빈스) (2009 Christmas-2010 New year)

10대 닥터의 마지막 5개 에피소드인 2008-2010 스페셜은 무기력하게 변해가는 닥터의 인간적인 모습과 "네번 노크할 때 닥터는 죽게 된다"는 10대 닥터의 죽음과 관련된 예언에 대하여서 고찰한다. 한편 '시간의 종말 The End of Time' 에서는 다시 한번 시리즈 1-4의 컴패니언들이 모두 등장한다. 스페셜 시리즈의 제작코드는 편의상 시리즈 4의 제작코드를 잇는다. 한국에서는 2년이 지나서 방영되었기 때문에 가장 늦게 방영한 시즌이다.
| No  | 제목                             | 제작 코드 | 연작                                        | 방송일자 (영국)       | 방송일자 (더빙)       |
| --- | -------------------------------- | --------- | ------------------------------------------- | --------------------- | --------------------- |
| 1   | The Next Doctor [두명의 닥터]    | 4.14      | 크리스마스 스페셜 (60분)                    | 2008.12.25.           | 2011.2.27.            |
| 2   | Planet of the Dead [죽음의 행성] | 4.15      | 부활절 스페셜 (60분)                        | 2009.4.11.            | 2011.3.6.             |
| 3   | The Waters of Mars [화성의 물]   | 4.16      | 가을 스페셜 (60분)                          | 2009.11.15.           | 2011.3.13.            |
| 4 5 | The End of Time [시간의 종말]    | 4.17 4.18 | 크리스마스 스페셜 (60분) 신년 스페셜 (75분) | 2009.12.25. 2010.1.1. | 2011.3.20. 2011.3.27. |

## 11대 닥터
시리즈 5부터는 러셀 T. 데이비스가 물러나고 시리즈 2 '벽난로 속의 여인 The Girl in the Fireplace', 시리즈 3 '눈뜨면 죽는다 Blink', 시리즈 4 도서관 2부작을 제작한 스티븐 모팻이 각본을 맡았다.
한편, 11대 닥터로 선정된 맷 스미스는 역대 가장 최연소이자 배우 경력이 몹시 작아 방영 초기 우려의 목소리가 높았으나, 차후에는 시청자들로부터 기존의 닥터들과는 다른 새로운 매력의 닥터로써 크게 사랑받았다.

### 시리즈 5
- 컴패니언 : 아밀리아 폰드 (캐런 길런)

시리즈 5부터는 이전 '뉴 닥터후' 와 구분되는 새로운 스토리 아크인 '닥터후 2010' 로써 새로이 제작코드를 매겨 제작되었으나, 제작 코드만 다를 뿐 내용상으로는 이전 닥터 후 시즌과 연속되는 내용을 다룬다. 한편, 시리즈 5에서는 아밀리아 폰드의 어릴적 집에서부터 시작되어 전 우주에 퍼지게 되어 세상에 존재하는 많은 존재들을 지워버리는 '시공간의 균열'에 대하여 탐구한다. 6화부터 9화 까지, 그리고 13화에는 로리 윌리엄스가 에이미의 남자 친구 자격으로 동행한다.

#### 정규 시리즈 (2010)
| No    | 제목                                                                | 제작 코드 | 연작                         | 방송일자 (영국)       | 방송일자 (더빙)       |
| ----- | ------------------------------------------------------------------- | --------- | ---------------------------- | --------------------- | --------------------- |
| 1     | The Eleventh Hour [누더기 닥터]                                     | 1.1       | 1부작 (65분)                 | 2010.4.3.             | 2011.4.3.             |
| 2     | The Beast Below [지하의 야수]                                       | 1.2       | 1부작                        | 2010.4.10.            | 2011.4.10.            |
| 3     | Victory of the Daleks [처칠을 속인 달렉]                            | 1.3       | 1부작                        | 2010.4.17.            | 2011.4.17.            |
| 4 5   | The Time of Angels [천사들의 시간] Flesh and Stone [눈 뜨면 죽는다] | 1.4 1.5   | 2부작                        | 2010.4.24. 2010.5.1   | 2011.4.24. 2011.5.1   |
| 6     | The Vampires of Venice [베니스의 뱀파이어]                          | 1.6       | 1부작 (50분)                 | 2010.5.8.             | 2011.5.8.             |
| 7     | Amy's choice [에이미의 선택]                                        | 1.7       | 1부작                        | 2010.5.15.            | 2011.5.15.            |
| 8 9   | The Hungry Earth [사람을 삼키는 목구멍] Cold Blood [냉혈 종족]      | 1.8 1.9   | 2부작                        | 2010.5.22. 2010.5.29. | 2011.5.22. 2011.5.29. |
| 10    | Vincent and the Doctor [빈센트 반 고흐]                             | 1.10      | 1부작                        | 2010.6.5.             | 2011.6.5.             |
| 11    | The Lodger [수상한 이웃]                                            | 1.11      | 1부작                        | 2010.6.12.            | 2011.6.12.            |
| 12 13 | The Pandorica Opens [판도리카 열리다] The Big Bang [빅뱅]           | 1.12 1.13 | 2부작 (12화 50분, 13화 55분) | 2010.6.19. 2010.6.26. | 2011.6.19. 2011.6.26. |

### 시리즈 6
- 컴패니언 : 아밀리아 폰드 (캐런 길런), 로리 윌리엄즈 (아서 다빌)

리버 송에게 얽힌 여러 가지 비밀과 함께 시리즈 5에서 밝혀지지 못했던 "침묵이 깔릴 것이다"에 대한 진실, 그리고 앞으로 닥칠 닥터의 운명에 대해 찾아나선다. 이를 위해 1, 2, 7, 8, 그리고 13화 에서는 리버 송(앨릭스 킹스턴)이 함께 동행자 자격으로 동행한다. 시리즈 6부터는 기존 방영틀을 깨고 두 파트 (봄에 7개 에피소드, 가을에 6개 에피소드) 로 나누어 방영되었는데, 이는 중간에 반전이 담긴 중간 클라이맥스를 삽입하여 극적 효과를 높이기 위한 조치라고 밝혔다.

#### 스페셜 (2010-11)
| No | 제목              | 제작 코드 | 연작                                             | 방송일자 (영국) | 방송일자 (더빙) |
| -- | ----------------- | --------- | ------------------------------------------------ | --------------- | --------------- |
| 1  | A Christmas Carol | 2.X       | 크리스마스 스페셜 (60분)                         | 2010.12.25.     | 미방영          |
|    | Space Time        | 미공개    | 2부작 미니 에피소드: 코믹 릴리프 스페셜 (각 3분) | 2011.3.18.      | 미방영          |

#### 정규 시리즈 (2011)
| No  | 제목                                                                            | 제작 코드 | 연작            | 방송일자 (영국)       | 방송일자 (더빙)         |
| --- | ------------------------------------------------------------------------------- | --------- | --------------- | --------------------- | ----------------------- |
| 1 2 | The Impossible Astronaut [미스터리의 우주비행사] Day of the Moon [달의 날]      | 2.1 2.2   | 2부작           | 2011.4.23. 2011.4.30. | 2011.12.11. 2011.12.18. |
| 3   | The Curse of the Black Spot [검은 점의 저주]                                    | 2.9       | 1부작           | 2011.5.7.             | 2011.12.25.             |
| 4   | The Doctor's Wife [닥터의 아내]                                                 | 2.3       | 1부작           | 2011.5.14.            | 2012.1.1.               |
| 5 6 | The Rebel Flesh [플래시의 반란] The Almost People [닥터와 스미스씨]             | 2.5 2.6   | 2부작           | 2011.5.21. 2011.5.28. | 2012.1.8. 2012.1.15.    |
| 7 8 | A Good Man Goes to War [선인이 일으킨 전쟁] Let's Kill Hitler [히틀러를 죽이자] | 2.7 2.8   | 2부작 (각 50분) | 2011.6.4. 2011.8.27.  | 2012.1.29. 2012.2.12.   |
| 9   | Night Terrors [만사 공포증]                                                     | 2.4       | 1부작           | 2011.9.3.             | 2012.2.19.              |
| 10  | The Girl Who Waited [시간 속에 갇힌 여인]                                       | 2.10      | 1부작           | 2011.9.10.            | 2012.2.26.              |
| 11  | The God Complex [신앙을 먹고 사는 짐승]                                         | 2.11      | 1부작 (50분)    | 2011.9.17.            | 2012.3.4.               |
| 12  | Closing Time [폐점 시간]                                                        | 2.12      | 1부작           | 2011.9.24.            | 2012.3.11.              |
| 13  | The Wedding of River Song [리버 송의 결혼식]                                    | 2.13      | 1부작           | 2011.10.1.            | 2012.3.18.              |

### 시리즈 7
- 멀티닥터 : 10대 닥터 (데이비드 테넌트), 전쟁의 닥터 (존 허트) (50th Special)
- 컴패니언 : 아밀리아 폰드 (캐런 길런), 로리 윌리엄즈 (아서 다빌) (이상 1부), 클라라 오스윈 오스왈드 (제나 루이즈 콜먼) (2012-13 Christmas, Part 2), 클레어 스키너 (마지 아르웰) (2011 Christmas), 모멘트 (빌리 파이퍼) (50th Special)

시리즈 7은 2012년 크리스마스 스페셜이 시즌의 중간에 방영되면서 전환점을 맞게 된다. 에이미와 로리는 2012년 가을에 방영된 1부(전반부 5개 에피소드)를 끝으로 하차하고, 대신 2012 크리스마스 스페셜과 이후 이어지는 2013년 봄 방영된 2부(후반부 8개 에피소드)엔 시리즈 7 1화에 첫 등장한 클라라(제나 루이즈 콜먼)가 컴패니언으로 함께하게 된다. 한편, 시리즈 7은 모든 각각의 에피소드가 기승전결을 가진 하나의 'TV 영화'처럼 제작되는 것 또한 큰 특징이다. 다만, 정규시즌 마지막 에피소드 'The Name of the Doctor'부터 2013 크리스마스 스페셜 'The Time of the Doctor' 까지의 3개의 에피소드는 내용이 직접 연결되지는 않지만 닥터의 여러 가지 비밀과 과거를 추적하는 큰 스토리아크로서 받아들여지고 있다. 이 중 50주년 기념 에피소드는 1963년 11월 23일 <닥터 후>가 첫 방영하였던 날을 기념하여 2013년 11월 23일 BBC One과 KBS2를 포함한 전 세계 75개국 동시방영 및 영미권과 유럽 일부 국가의 1500개 영화관에서 3D 개봉하였다.

#### 스페셜 (2011-12)
| No | 제목                                                                | 제작 코드 | 연작                         | 방송일자 (영국)                                 | 방송일자 (더빙) |
| -- | ------------------------------------------------------------------- | --------- | ---------------------------- | ----------------------------------------------- | --------------- |
| 1  | The Doctor, The Widow, and The Wardrobe [닥터, 미망인, 그리고 옷장] | X11       | 크리스마스 스페셜 (60분)     | 2011.12.25.                                     | 2012.3.25.      |
|    | Pond Life                                                           | 미공개    | 5부작 미니 에피소드 (총 6분) | 2012.8.27-31. (온라인) 2012.9.1. (BBC 레드버튼) | 미방영          |

#### 파트 1 (2012)
| No | 제목                                               | 연작         | 방송일자 (영국) | 방송일자 (더빙) |
| -- | -------------------------------------------------- | ------------ | --------------- | --------------- |
| 1  | Asylum of the Daleks [달렉의 강제 수용소]          | 1부작 (50분) | 2012.9.1.       | 2013.12.9.      |
| 2  | Dinosaurs on a Spaceship [우주선 안 공룡]          | 1부작        | 2012.9.8.       | 2013.12.10.     |
| 3  | A Town Called Mercy [용서라는 이름의 마을]         | 1부작        | 2012.9.15.      | 2013.12.16.     |
| 4  | The Power of Three [큐브]                          | 1부작        | 2012.9.22.      | 2013.12.17.     |
| 5  | The Angels Take Manhattan [천사들이 점령한 맨해튼] | 1부작        | 2012.9.29.      | 2013.12.23.     |

#### 스페셜 (2012)
| No | 제목                 | 연작                                       | 방송일자 (영국)      | 방송일자 (더빙) |
| -- | -------------------- | ------------------------------------------ | -------------------- | --------------- |
|    | P.S                  | 미니 에피소드 (5분)                        | 2012.10.12. (온라인) | 미방영          |
|    | The Great Detective  | 미니 에피소드: 칠드런 인 니드 스페셜 (2분) | 2012.11.16.          | 미방영          |
| 1  | The Snowmen [눈사람] | 크리스마스 스페셜 (50분)                   | 2012.12.25.          | 2013.12.24.     |

#### 파트 2 (2013)
| No | 제목                                                         | 연작  | 방송일자 (영국) | 방송일자 (더빙) |
| -- | ------------------------------------------------------------ | ----- | --------------- | --------------- |
| 6  | The Bells of Saint John [성 요한의 종소리]                   | 1부작 | 2013.3.30.      | 2013.12.30.     |
| 7  | The Rings of Akhaten [아카텐의 고리]                         | 1부작 | 2013.4.6.       | 2014.1.6.       |
| 8  | Cold War [냉전]                                              | 1부작 | 2013.4.13.      | 2014.1.7.       |
| 9  | Hide [유령 사냥꾼]                                           | 1부작 | 2013.4.20.      | 2014.1.13.      |
| 10 | Journey to the Center of the TARDIS [타디스 중심으로의 여행] | 1부작 | 2013.4.27.      | 2014.1.14.      |
| 11 | The Crimson Horror [진홍빛 공포]                             | 1부작 | 2013.5.4.       | 2014.1.20.      |
| 12 | Nightmare in Silver [사이버맨의 부활]                        | 1부작 | 2013.5.11.      | 2014.1.21.      |
| 13 | The Name of the Doctor [닥터의 이름]                         | 1부작 | 2013.5.18.      | 2014.1.27.      |

### 2013년 스페셜
| No | 제목                                 | 연작                     | 방송일자 (영국)                                 | 방송일자 (더빙)               |
| -- | ------------------------------------ | ------------------------ | ----------------------------------------------- | ----------------------------- |
|    | The Night of the Doctor              | 미니 에피소드 (7분)      | 2013.11.14. (온라인) 2013.11.16. (BBC 레드버튼) | 미방영                        |
| 1  | The Day of the Doctor [닥터의 날]    | 50주년 스페셜 (75분)     | 2013.11.23.                                     | 2013.12.3. 2015.1.9. (재방송) |
| 2  | The Time of the Doctor [닥터의 시간] | 크리스마스 스페셜 (60분) | 2013.12.25.                                     | 2015.1.16.                    |

## 12대 닥터
2013년 8월, 닥터 후 라이브 방송을 통해 12대 닥터로 피터 카팔디가 선정되었다는 사실이 공개되었다. 어릴적부터 닥터후의 광팬으로써 닥터 역을 맡게 되었을 때 "기뻐서 20분을 웃었다" 고 말한 그는, 이미 뉴 시리즈 4의 'The Fires of Pompeii' (폼페이와 볼케이노) 에피소드에서 '카이킬리우스' 역할로 이미 얼굴을 선보인바 있으며, 스핀 오프 시리즈인 《토치우드》시즌 3에도 출연한 적이 있다. 2017년 크리스마스 스페셜을 끝으로 하차했다.

### 시리즈 8
- 컴패니언 : 클라라 오스왈드 (제나 콜먼)

컴패니언과 닥터 본인이 '닥터'를 바라보는 관점과 그로 인한 갈등들을 중점적으로 다룬 시리즈 8은, 기존의 '13 정규 에피소드 + 1 스페셜' 구성이 아닌 '12 정규 에피소드 + 1 스페셜' 구성으로 축소된 대신 앞선 두 시즌처럼 두 파트로 나누지 않고 기존처럼 연속적으로 방송되었다.
한편, 대한민국의 경우, 시즌 8 프리미어를 위한 월드투어에 서울이 포함되면서 에피소드 1 'Deep Breath' (숨을 멈춰라) 자막판이 2014년 8월 9일 일부 팬들에게 선행 공개되기도 했다. 이 시사회를 포함한 월드투어에 대한 에피소드들을 다룬 다큐멘터리는 2015년 1월 18일 밤에 KBS2 <세상의 모든 다큐> 프로그램을 통해 자막 방영되었다. 한편, 이전 닥터의 마지막 에피소드인 'The Time of the Doctor' (닥터의 시간) 을 포함한 시즌 8의 방영분부터는 KBS의 편성 변경으로 KBS 1TV 로 채널을 옮겨 방영하고 있다.

#### 정규 시리즈 (2014)
| No    | 제목                                                     | 연작              | 방송일자 (영국)       | 방송일자 (더빙)      |
| ----- | -------------------------------------------------------- | ----------------- | --------------------- | -------------------- |
| 1     | Deep Breath [숨을 멈춰라]                                | 1부작 (76분)      | 2014.8.23.            | 2015.1.23.           |
| 2     | Into the Dalek [달렉 속으로]                             | 1부작             | 2014.8.30.            | 2015.1.30.           |
| 3     | Robot of Sherwood [셔우드 숲의 로봇들]                   | 1부작             | 2014.9.6.             | 2015.2.6.            |
| 4     | Listen [귀 기울여 봐]                                    | 1부작             | 2014.9.13.            | 2015.2.13.           |
| 5     | Time Heist [시간 여행자의 은행털이]                      | 1부작             | 2014.9.20.            | 2015.2.16.           |
| 6     | The Caretaker [닥터는 관리인]                            | 1부작             | 2014.9.27.            | 2015.2.23.           |
| 7     | Kill the Moon [달을 죽여라]                              | 1부작             | 2014.10.4.            | 2015.3.2.            |
| 8     | Mummy on the Orient Express [오리엔트 특급 열차의 미라]  | 1부작             | 2014.10.11.           | 2015.3.9.            |
| 9     | Flatline [평면의 세계]                                   | 1부작             | 2014.10.18.           | 2015.3.16.           |
| 10    | In the Forest of the Night [한밤의 숲 속에서]            | 1부작             | 2014.10.25.           | 2015.3.23.           |
| 11 12 | Dark Water [다크 워터] Death in Heaven [천국에서의 죽음] | 2부작 (12화 60분) | 2014.11.1. 2014.11.8. | 2015.3.30. 2015.4.6. |

#### 스페셜 (2014)
| No | 제목                               | 연작                     | 방송일자 (영국) | 방송일자 (더빙) |
| -- | ---------------------------------- | ------------------------ | --------------- | --------------- |
| 1  | Last Christmas [마지막 크리스마스] | 크리스마스 스페셜 (60분) | 2014.12.25.     | 2015.9.14.      |

### 시리즈 9
- 컴패니언 : 클라라 오스왈드 (제나 콜먼) (정규시리즈), 리버송 교수 (알렉스 킹스턴) (Christmas)

지난 시즌의 아픔들을 서로 이겨낸 닥터와 클라라가 전 우주적 위기와 모험 속에서 활약하지만 한편으로는 언젠가 다가올 이별을 준비하는 내용을 그린 이번 시리즈는, 2 파트 에피소드들을 대거 도입하여 이야기의 호흡과 스케일을 조절하였다. 한편, 대한민국에서는 방영 이래 가장 빠르게 방송된 시즌으로써, 1화의 경우는 영국 방영과 거의 동시에 (53시간 차이) 더빙 방영되기도 하였다.

#### 정규 시리즈 (2015)
| No       | 제목                                                                                        | 연작                                    | 방송일자 (영국)                    | 방송일자 (더빙)                     |
| -------- | ------------------------------------------------------------------------------------------- | --------------------------------------- | ---------------------------------- | ----------------------------------- |
| 1 2      | The Magician's Apprentice [마법사의 제자] The Witch's Familiar [마녀의 꼭두각시]            | 2부작 (각 50분)                         | 2015.9.19. 2015.9.26.              | 2015.9.21. 2015.10.12.              |
| 3 4      | Under the Lake [호수의 유령] Before the Flood [시간을 거슬러]                               | 2부작                                   | 2015.10.3. 2015.10.10.             | 2015.10.19. 2015.10.26.             |
| 5 6      | The Girl Who Died [죽었던 소녀] The Woman Who Lived [죽지 않는 여자]                        | 2부작                                   | 2015.10.17. 2015.10.24.            | 2015.11.02. 2015.11.09.             |
| 7 8      | Invasion of the Zygons [자이곤 침공] Inversion of the Zygons [자이곤 반전]                  | 2부작                                   | 2015.10.31. 2015.11.7.             | 2015.11.16. 2015.11.23.             |
| 9        | Sleep No More [잠들지 못하리]                                                               | 1부작                                   | 2015.11.14.                        | 2015.11.30.                         |
| 10 11 12 | Face the Raven [까마귀와의 대면] Heaven Sent [천국이 보내온...] Hell Bent [타임로드의 지옥] | 3부작 (10화 50분, 11화 55분, 12화 65분) | 2015.11.21. 2015.11.28. 2015.12.5. | 2015.12.07. 2015.12.14. 2015.12.21. |

#### 스페셜 (2015)
| No | 제목                                        | 연작                     | 방송일자 (영국) | 방송일자 (더빙) |
| -- | ------------------------------------------- | ------------------------ | --------------- | --------------- |
| 1  | The Husbands of River Song [리버 송의 남편] | 크리스마스 스페셜 (60분) | 2015.12.25.     | 2015.12.28.     |

### 시리즈 10
- 멀티닥터 : 1대 닥터 (데이비드 브레들리) (2017 X-Mas)
- 컴패니언 : 빌 포츠 (펄 매키), 나돌 (맷 루커스) (정규시리즈)

1년간의 휴지기를 갖고 다시 시작한 시리즈 10은 총감독 및 수석작가인 스티븐 모펏와 피터 카팔디의 마지막 시즌이자, 새로운 컴패니언인 빌 포츠의 새 시즌이기도 하다. '리버 송의 남편'에서 게스트 조연으로 활약했던 나돌 역시 새로운 컴패니언으로 돌아온다.
한편, 시즌 파이널 2부작은 닥터 후 최초의 멀티 마스터 에피소드라는 기록을 세웠으며, 이후 이어지는 2017년 크리스마스 스페셜에는 50주면 특별 다큐드라마 'An Adventure in Space and Time'에서 윌리엄 퍼트넬을 연기하였던 데이비드 브레들리가 1대 닥터로 분하여 12대 닥터와 만났다.

#### 스페셜 (2016)
| No | 제목                          | 연작                     | 방송일자 (영국) | 방송일자 (더빙) |
| -- | ----------------------------- | ------------------------ | --------------- | --------------- |
| 1  | The Return of Doctor Mysterio | 크리스마스 스페셜 (60분) | 2016.12.25      |                 |

#### 정규 시리즈 (2017)
| No      | 제목 | 연작              | 방송일자 (영국)                            | 방송일자 (더빙)                                |
| ------- | --- | ----------------- | ------------------------------------------ | ---------------------------------------------- |
| 1       | The Pilot [파일럿] | 1부작             | 2017.4.15.                                 | 2017.9.15.                                     |
| 2       | Smile [스마일] | 1부작             | 2017.4.22.                                 | 2017.9.22.                                     |
| 3       | Thin Ice [얇은 얼음] | 1부작             | 2017.4.29.                                 | 2017.9.29.                                     |
| 4       | Knock Knock [똑똑] | 1부작             | 2017.5.6.                                  | 2017.10.13.                                    |
| 5 6 7 8 | Oxygen [산소] Extremis [극한] The Pyramid at the End of the World [세상 끝의 피라미드] The Lie of the Land [거짓말 위에 세운 땅] | 4부작             | 2017.5.13. 2017.5.20. 2017.5.27. 2017.6.3. | 2017.10.20. 2017.10.27. 2017.11.3. 2017.11.10. |
| 9       | Empress of Mars [화성의 여왕] | 1부작             | 2017.6.10.                                 | 2017.11.17.                                    |
| 10      | The Eaters of Light [빛을 먹는 괴물]                                                                                             | 1부작             | 2017.6.17.                                 | 2017.11.24.                                    |
| 11 12   | World Enough and Time [공간과 시간이 충분하다면] The Doctor Falls [닥터가 쓰러진 자리]                                           | 2부작 (12화 60분) | 2017.6.24. 2017.7.1.                       | 2017.12.1. 2017.12.8.                          |

#### 스페셜 (2017)
| No | 제목              | 연작              | 방송일자 (영국) | 방송일자 (더빙) |
| -- | ----------------- | ----------------- | --------------- | --------------- |
| 1  | Twice Upon a Time | 크리스마스 스페셜 | 2017.12.25      |                 |

## 13대 닥터
13대 닥터는 조디 휘태커가 캐스팅되었으며, 닥터 후 역사상 최초의 여성 닥터가 되었다. 총괄프로듀서직에서 물러난 스티븐 모펏의 후임으로 크리스 칩널이 임명되면서 닥터후 뉴 시리즈는 역대 세번째 체제를 맞이하게 되었다.
KBS는 이 시즌부터 관련 프로그램의 폐지로 더빙 방영을 중단하였다. 이 시기 대한민국에서 TV 방영이 이뤄진 것은 2019년 2월 채널A에서 시리즈 11을 자막 방영한 것이 유일하며, 나머지 시즌은 OTT 서비스를 통해 시청자들에게 제공되었다.

### 시리즈 11
- 컴패니언 : 그레이엄 오브라이언 (브래들리 월시), 라이언 싱클레어 (토시 콜), 야스민 칸 (만디프 길) (정규시리즈)

2018년 방영된 시리즈 11부터는 에피소드 수를 기존의 12화에서 10화로 줄인 대신, 각 에피의 방영시간을 10분씩 연장하였다. 방영 요일도 일요일로 바뀌었다.
시리즈 11은 13대 닥터가 잃어버린 타디스를 찾는 것으로 시작해, 자신의 컴패니언들과 우연히 시간여행에 나서게 되는 것으로 시작한다. 다양한 시공간을 여행한 닥터는 컴패니언들의 본래 삶으로 돌아갈까 고민해 보지만 결국 여행을 계속하기로 결정한다. 또한 닥터와 컴패니언들의 사연을 통해 시리즈 전반적으로 '비탄'이라는 감정을 다루고 있는 것이 특징이다.

#### 정규 시리즈 (2018)
| 스토리 | 회차 | 제목                           | 감독              | 각본                      | 방송일자 (영국)  | 방송일자 (한국) |
| ------ | ---- | ------------------------------ | ----------------- | ------------------------- | ---------------- | --------------- |
| 277    | 1    | The Woman Who Fell to Earth    | 제이미 차일즈     | 크리스 칩널               | 2018년 10월 7일  | 2019년 2월 23일 |
| 278    | 2    | The Ghost Monument             | 마크 톤더레이     | 크리스 칩널               | 2018년 10월 14일 | 2019년 3월 2일  |
| 279    | 3    | Rosa                           | 마크 톤더레이     | 말로리 블랙맨 크리스 칩널 | 2018년 10월 21일 | 2019년 3월 9일  |
| 280    | 4    | Archnids in the UK             | 샐리 아프라하미안 | 크리스 칩널               | 2018년 10월 28일 | 2019년 3월 16일 |
| 281    | 5    | The Tsuranga Conundrum         | 제니퍼 페롯       | 크리스 칩널               | 2018년 11월 4일  | 2019년 3월 23일 |
| 282    | 6    | Demons of the Punjab           | 제이미 차일즈     | 비나이 파텔               | 2018년 11월 11일 | 2019년 3월 30일 |
| 283    | 7    | Kerblam!                       | 제니퍼 페롯       | 피트 맥타이그             | 2018년 11월 18일 | 2019년 4월 6일  |
| 284    | 8    | The Witchfinders               | 샐리 아프라하미안 | 조이 윌킨슨               | 2018년 11월 25일 | 2019년 4월 13일 |
| 285    | 9    | It Takes You Away              | 제이미 차일즈     | 에드 하임                 | 2018년 12월 2일  | 2019년 4월 20일 |
| 286    | 10   | The Battle of Ranskoor Avkolos | 제이미 차일즈     | 크리스 칩널               | 2018년 12월 9일  | 2019년 4월 27일 |

#### 스페셜 (2019)
| 스토리 | 회차 | 제목       | 감독      | 각본        | 방송일자       |
| ------ | ---- | ---------- | --------- | ----------- | -------------- |
| 287    | -    | Resolution | 웨인 이프 | 크리스 칩널 | 2019년 1월 1일 |

### 시리즈 12
- 멀티닥터 : 도망자 닥터 (조 마틴) ("Fugitive of the Judoon")
- 컴패니언 : 그레이엄 오브라이언 (브래들리 월시), 라이언 싱클레어 (토시 콜), 야스민 칸 (만디프 길) (정규시리즈)

2020년 신년 특집으로 방영을 개시한 시리즈 12는 갈리프레이의 파멸과 '시간을 초월한 아이'의 비밀을 추적하는 것이 주된 내용이다. 새로운 모습으로 돌아온 마스터, 닥터의 옛 컴패니언인 잭 하크니스의 귀환, '외로운 사이버맨'의 등장, 그리고 시간 전쟁 이전의 어느 시점에 존재했던, 그동안 알려지지 않았던 모습의 '도망자 닥터'를 다루고 있다. 컴패니언 중 그레이엄과 라이언이 마지막으로 출연하는 시리즈이기도 하다.

### 시리즈 13
- 컴패니언 : 야스민 칸 (만디프 길), 단 루이스 (존 비숍) (정규시리즈)

2021년 방영된 시리즈 13은 모든 에피소드가 '플럭스' (Flux)라는 단 하나의 이야기 소재로 구성된 시즌이었으며 '플럭스 시즌'이라고도 칭한다. '플럭스'는 우주 종말의 이상현상으로 인해 수많은 적들이 한 데 모여 지구를 앗아가려 하고 닥터와 컴패니언들이 그들을 막아나선다는 이야기이다. 시리즈 12에 등장했던 디비전 (Division)도 등장한다. 닥터의 새 컴패니언으로 단 루이스 (존 비숍 분)가 합류했다.

### 2022년 스페셜
- 멀티닥터 : 도망자 닥터 (조 마틴) (PoD)

- 컴패니언 : 야스민 칸 (만디프 길), 단 루이스 (존 비숍) (정규시리즈) / 티건 조반카 (자넷 필딩), 에이스 (소피 올드레드) (PoD)

2022년에는 정규 시즌 없이 3편의 스페셜 에피소드로 구성됐다. 시리즈 13의 플럭스 사건에서 느슨하게 이어지는 이야기들로 구성되어 있다. 2022년 11월 BBC 100주년 기념으로 방영된 마지막 에피소드 "The Power of the Doctor"에서는 5대 닥터의 티건 조반카와 7대 닥터의 에이스가 컴패니언으로 복귀하며, 작중 여러 닥터가 묘사되는 멀티 닥터 에피소드로 꾸려졌다. 또한 닥터와 야즈의 관계와 13대 닥터의 재생성도 다루고 있다.

## 14대 닥터
14대 닥터는 10대 닥터를 맡았던 데이비드 테넌트가 다시 캐스팅되어, 이전에 한 번 닥터 역을 맡은 최초의 배우가 되었다. 지난 시즌들의 혹평과 시청률 부진을 뒤로 하고 크리스 칩널이 총괄프로듀서직에서 물러났으며, 2005년~2010년 쇼러너로 활약했던 러셀 T 데이비스가 다시 복귀하였다.
이 시즌부터 BBC 단독 제작이 아닌 배드 울프사와의 협업 제작으로 전환되었으며, 영국에서는 종전처럼 BBC One과 BBC iPlayer를 통해, 대한민국을 비롯한 전세계 국가의 방영은 디즈니 플러스에서 맡게 되었다.

### 60주년 스페셜
- 컴패니언 : 도나 노블 (캐서린 테이트)

2023년 11월 드라마 60주년을 기념하기 위한 스페셜 시즌으로 약 한시간 분량의 에피소드 세 편으로 구성되어 있다. 각각 11월 25일, 12월 2일, 12월 9일에 방영되었다.
10대 닥터의 컴패니언이었던 도나 노블과 닥터가 재회하는 것을 시작으로, 닥터의 얼굴이 왜 옛날의 것으로 돌아갔나라는 의문와 함께, 빕의 상관에 얽힌 미스터리, 우주의 끝에서 벌어지는 위협, 그리고 천상의 토이메이커의 음모를 다루며, 14대 닥터의 재생성으로 이어지는 구성을 취하고 있다.
| 스토리 | 회차 | 제목             | 감독            | 각본            | 방송일자         |
| ------ | ---- | ---------------- | --------------- | --------------- | ---------------- |
| 301    | 1    | The Star Beast   | 레이첼 탈랄레이 | 러셀 T 데이비스 | 2023년 11월 25일 |
| 302    | 2    | Wild Blue Yonder | 톰 킹슬리       | 러셀 T 데이비스 | 2023년 12월 2일  |
| 303    | 3    | The Giggle       | 차냐 버튼       | 러셀 T 데이비스 | 2023년 12월 9일  |

## 15대 닥터
15대 닥터는 르완다계 스코틀랜드 배우 슈티 가트와가 캐스팅되었다. 닥터 후 역사상 최초의 흑인 닥터로 기록됐다.
이 시기부터 시즌 넘버링을 초기화하여 '시즌 1'로 부르게 되었으나, 2005년 드라마 부활 이후의 '뉴 시즌' 표기를 존중해 '시즌 14'로 계속 넘버링하는 경우도 존재한다.

## 기타 에피소드

### BBC 방영분
| 제목 | 연작                          | 작가                             | 감독           | 방송일자 (영국)                                       |
| --- | ----------------------------- | -------------------------------- | -------------- | ----------------------------------------------------- |
| Attack of the Graske | 쌍방향 에피소드 (14분)        | 개러스 로버츠                    | 애슐리 웨이    | 2005.12.25. (BBC 레드버튼, 온라인)                    |
| 크리스마스 기념 쌍방향 상호 연동식 에피소드. 쌍방향 디지털 채널인 BBC 레드버튼과 온라인을 통해 제공되었다.                                       |                               |                                  |                |                                                       |
| The Infinite Quest | 13부작 (총 45분)              | 앨런 반스                        | 게리 러셀      | 2007.4.2.-6.30.                                       |
| 어린이용 닥터후 토크쇼인 'Totally Doctor Who' 시즌 2에서 방영된 만화. 마사 존스 출연.                                                            |                               |                                  |                |                                                       |
| Music of the Spheres | BBC 프롬 스페셜 (7분)         | 러셀 T 데이비스                  | 에이러스 린    | 2008.7.27. (공연장, 라디오, 온라인) 2009.1.1 (TV)     |
| 매년 개최되는 BBC 클래식 콘서트인 프롬 중 2008 닥터후 특집 진행 중간에 초연된 에피소드.                                                          |                               |                                  |                |                                                       |
| Dreamland | 6부작 (총 45분)               | 필 포드                          | 게리 러셀      | 2009.11.21-26. (BBC 레드버튼, 온라인) 2009.12.5. (TV) |
| BBC 레드버튼과 어린이 채널인 BBC CBBC를 통해 방송된 만화.                                                                                        |                               |                                  |                |                                                       |
| Death Is the Only Answer | 닥터 후 컨피덴셜 스페셜 (4분) | Children of Oakley Junior School | 제러미 웨브    | 2011.10.1.                                            |
| BBC 러닝에서 9-11세 학생들을 대상으로 공모한 '스크립트 투 스크린' 1차 경연대회 우승작. 《닥터 후 컨피덴셜》 마지막 에피소드 방영중에 초연되었다. |                               |                                  |                |                                                       |
| Good as Gold | 블루 피터 스페셜 (4분)        | Children of Ashdene School       | Saul Metzstein | 2011.5.24.                                            |
| BBC 러닝에서 9-11세 학생들을 대상으로 공모한 '스크립트 투 스크린' 2차 경연대회 우승작. 《블루 피터》를 통해 초연되었다.                          |                               |                                  |                |                                                       |

### 온라인 공개분

#### 타디소드
시리즈 2 방영 기간 동안 공개된 각각 1분 분량의 프리퀼 성격의 에피소드들로써, 모바일과 온라인으로 총 13개 에피소드가 공개되었다. '새로운 지구 New Earth' 프리퀼에 해당하는 '타디소드' 1편은 2006년 4월 1일 최초로 공개되었으며, 이후에는 BBC1에서 해당 에피소드 방영이 끝난 뒤 다음 '타디소드', 즉 다음 에피소드의 프리퀼 영상을 다운받을 수 있었다. 하지만, 당시 모바일 환경 등의 영향이나 에피소드의 질이 빈약했던 관계로 큰 호응이 없었으며, 이에 시리즈 3부터는 '타디소드' 제작을 철회하였으며, DVD 발매시에도 타디소드를 넣지 않았다.

#### 닥터 후: 프리퀼
시리즈 5 이후의 책임 감독을 맡고있는 스티븐 모팻은 미니 에피소드인 "프리퀼" 시리즈를 제작, 특정 에피소드 방영 전 온라인으로 선공개 함으로써 빈약한 스토리 개연성을 보조하였을 뿐 아니라, 본 에피소드에는 담을 수 없었던 핵심 설정을 담아냄으로써 팬들의 많은 관심을 유도했다. 프리퀼 영상은 DVD/블루레이에 모두 담겨 출시되었다.
| 시리즈                                      | 해당 에피소드                                                         | 제목                                 | 분량                                | 공개일자 (영국) |
| ------------------------------------------- | --------------------------------------------------------------------- | ------------------------------------ | ----------------------------------- | --------------- |
| 6                                           |                                                                       |                                      |                                     |                 |
| The Impossible Astronaut                    | The Prequel: The Impossible Astronaut                                 | 2분                                  | 2011.3.25.                          |                 |
| The Curse of the Black Spot                 | The Prequel: The Curse of the Black Spot ("Stranded in a Silent sea") | 2분                                  | 2011.3.30.                          |                 |
| A Good Man Goes to War                      | The Prequel: A Good Man Goes to War ("Brain Trafficking")             | 2분                                  | 2011.8.14.                          |                 |
| Let's Kill Hitler                           | The Prequel: Let's Kill Hitler                                        | 2분                                  | 2011.5.28.                          |                 |
| The Wedding of River Song                   | The Prequel: The Wedding of River Song                                | 1분                                  | 2011.9.24.                          |                 |
| 7                                           |                                                                       |                                      |                                     |                 |
| The Doctor, The Widow, and The Wardrobe     | The Prequel: The Doctor, The Widow, and The Wardrobe                  | 1분                                  | 2011.12.6.                          |                 |
| Asylum of the Daleks                        | Asylum of the Daleks Prequel                                          | 2분                                  | 2012.9.2. (US 아이튠즈/아마존 독점) |                 |
| A Town Called Mercy                         | "The Making of the Gunslinger"                                        | 2분                                  | 2012.9.17.                          |                 |
| The Snowman                                 |                                                                       |                                      |                                     |                 |
| "Vastra Investigates": A Christmas Prequel  | 3분                                                                   | 2012.12.17.                          |                                     |                 |
| "The Battle of Demon's Run: Two Days Later" | 3분                                                                   | 2013.3.25. (US 아이튠즈/아마존 독점) |                                     |                 |
| The Bells of Saint John                     | The Bells of Saint John: A Prequel                                    | 3분                                  | 2013.3.23.                          |                 |
| The Name of the Doctor                      |                                                                       |                                      |                                     |                 |
| "She Said, He Said": A Prequel              | 4분                                                                   | 2013.5.11.                           |                                     |                 |
| "Clarence and the Whispermen"               | 2분                                                                   | 2013.5.26.                           |                                     |                 |
| The Day of the Doctor                       | "The Last Day"                                                        | 4분                                  | 2013.11.21.                         |                 |
| 9                                           |                                                                       |                                      |                                     |                 |
| The Magician's Apprentice                   |                                                                       |                                      |                                     |                 |
| "Prologue"                                  | 2분                                                                   | 2015.9.11.                           |                                     |                 |
| "The Doctor's Meditation"                   | 6분                                                                   | 2015.9.15. (극장공개)                |                                     |                 |

### 홈 비디오 다이렉트 발매분
시리즈 5부터 총 각본을 담당하고 있는 스티븐 모펫은 DVD나 Bluray 같은 홈 비디오 구매자들을 위한 특전으로 각 시리즈의 몇몇 에피소드 사이의 시간에서 이루어지는 이야기들을 짧은 단편으로 제작하여 소개하고 있다.
| 제목                                                                                              | 연작              | 작가                   | 감독          | 출시일자 (영국) |
| ------------------------------------------------------------------------------------------------- | ----------------- | ---------------------- | ------------- | --------------- |
| Meanwhile in the TARDIS                                                                           | 2부작 (총 7분)    | 스티븐 모펏            | 에이러스 린   | 2010.11.8.      |
| 컴플리트 시리즈 5 DVD/Bluray 박스셋에 담긴 추가 장면들. 에이미 폰드 출연.                         |                   |                        |               |                 |
| Night and the Doctor                                                                              | 5부작 (총 16분)   | 스티븐 모펏            | 리처드 시니어 | 2011.11.21.     |
| 컴플리트 시리즈 6 DVD/Bluray 박스셋에 담긴 추가 장면들. 에이미 폰드, 로리 윌리엄스, 리버 송 출연. |                   |                        |               |                 |
| Clara and the TARDIS Rain Gods The Inforarium                                                     | 각 1부작 (총 7분) | 스티븐 모펏, 닐 게이먼 | 미공개        | 2013.12.24.     |
| 컴플리트 시리즈 7 DVD/Bluray 박스셋에 담긴 추가 장면들. 클라라 오스왈드, 리버 송 출연.            |                   |                        |               |                 |

### 닥터 후: 어드벤처 게임
- 컴패니언 : 에이미 폰드 (카렌 길런) (전편), 로리 윌리엄즈 (아서 다빌) (5편~)

스모 디지털에서 제작하고, BBC가 홈페이지를 통해 영국 국민에 한해 무료로 배포한 이 게임은 닥터후 사가에서 하나의 연속된 에피소드로 간주된다. 퍼즐 요소와 추리요소가 섞인 이 게임의 플레이 시간은 약 2~3시간 (에피소드 5는 3~4시간) 정도이다. 시리즈 1로 분류되는 에피소드 1부터 4 까지는 본편 시리즈 5의 에피소드 7에서 11 사이 시점, 시리즈 2에 해당하는 에피소드 5편은 본편 시리즈 6의 에피소드 10에서 11 사이 시점에 해당된다.
| No | 제목                         | 작가        | 발매일 (영국) |
| -- | ---------------------------- | ----------- | ------------- |
| 1  | City of the Daleks           | 필 포드     | 2010.6.5.     |
| 2  | Blood of the Cybermen        | 필 포드     | 2010.6.26.    |
| 3  | TARDIS                       | 제임스 머랜 | 2010.8.27.    |
| 4  | Shadows of the Vashta Nerada | 필 포드     | 2010.12.22.   |
| 5  | The Gunpowder Plot           | 필 포드     | 2011.10.31.   |

## 같이 보기
- 닥터 후의 소실된 에피소드 목록
- 닥터 후의 무산된 에피소드 목록
- 닥터 후의 보조 에피소드 목록